# Aporodesmus pulcher
Aporodesmus pulcher är en mångfotingart som beskrevs av Carl Oscar von Porat 1894. Aporodesmus pulcher ingår i släktet Aporodesmus och familjen Cryptodesmidae. Inga underarter finns listade i Catalogue of Life.